# Stacey Tendeter
Andrea Stacey Tendeter, est une actrice britannique, née le 21 juin 1949 et morte le 26 octobre 2008.

## Biographie
Elle est surtout connue pour son inoubliable rôle de Muriel Brown dans Les Deux Anglaises et le Continent de François Truffaut en 1971. Truffaut évoque « la fougue et la voix grave de la jeune Stacey Tenderer ». Il la décrit avec sa partenaire Kika Markham : « Ces deux comédiennes anglaises avaient fait un peu de théâtre, de la radio et de la télévision, elles n'avaient jamais joué pour le cinéma et surtout jamais joué quoi que ce soit en langue française. Je les ai guidées scène par scène en leur donnant des indications inspirées par ma lecture de toutes les biographies que j'avais pu lire des admirables sœurs Brontë, elles aussi Anglaises puritaines passionnées. »
En 1975, Truffaut envisage de l'employer à nouveau pour le rôle d'Adèle Hugo dans son film L'Histoire d'Adèle H. avant qu'il ne confie finalement le rôle à la jeune Isabelle Adjani. Mais Truffaut ne l'oublie pas et souhaite à nouveau engager Stacey Tendeter pour son film La Chambre verte comme il l'écrit dans une lettre en 1977, avant une nouvelle fois de confier le rôle principal à une actrice française, en l'occurrence Nathalie Baye.
Au cours des années 1970, elle apparaît surtout dans des productions de la télévision britannique, notamment dans l'épisode Underworld de la série télévisée britannique de science-fiction Doctor Who. Elle continue ensuite sa carrière au théâtre.
Elle meurt le 26 octobre 2008 d'un cancer du sein.

## Filmographie sélective

### Cinéma
- 1971 : Les Deux Anglaises et le Continent, de François Truffaut

### Télévision
- 1983 : Doctor Who, épisode Underworld